# Zastów Karczmiski
Zastów Karczmiski – wieś w Polsce położona w województwie lubelskim, w powiecie opolskim, w gminie Wilków.
W okresie Królestwa Polskiego istniała gmina Zastów.
W latach 1975–1998 miejscowość należała administracyjnie do ówczesnego województwa lubelskiego.
Wieś stanowi sołectwo w gminie Wilków. Według Narodowego Spisu Powszechnego z roku 2011 wieś liczyła 261 mieszkańców.
Zastów to niegdysiejszy Zaszczytów (zaszczytcy – rycerze).
We wsi znajduje się kamień upamiętniający 6 mieszkańców wsi, którzy zostali zamordowani 25 lipca 1944 roku przez Niemców oraz 9 mieszkańców, którzy zginęli podczas niemieckiego bombardowania i ostrzału artyleryjskiego 28 lipca 1944 roku. Kamień odsłonięto w 2014 roku.
Wierni Kościoła rzymskokatolickiego należą do parafii św. Floriana i św. Urszuli w Wilkowie.